# 戰地風雲：越南
《戰地風雲：越南》是一款以越戰為題材的第一人稱射擊遊戲，也是繼戰地風雲1942後的第二套作品。該遊戲由Digital Illusions CE（简称DICE）開發，並由美商藝電（EA Games）發行，於2004年3月15日發售。
2005年3月15日，美国艺电发行了“Redux”版本，集成了1.0-1.2的补丁，加入了新的载具和地图，以及官方制作的一款二次世界大战模组。非Redux版用户将游戏版本更新至v1.10版或以上便可免费下载安装。

## 遊戲內容

### 多人游戏
本作仍支持64个玩家同时参与一场战斗。游戏模式仍然沿袭《战地1942》的“征服”模式。

### 陣營
玩家可选择二大对抗的武力：南部和北部士兵。
南部包括美国与越南共和国，北部包括越南民主共和国与越南南方民族解放陣線。兵种有突击兵，火力支援兵，工程兵，侦察兵四个兵种，每个兵种有两套不同配备的武器装备可供选择。玩家还可以选择自己扮演的士兵的人物外貌以及服装式样。

### 地圖
| 地圖                               | 越南戰爭真實戰役 / 戰場                      | 備注                                                 |
| 順化1968 Hue 1968                  | 順化戰役                                     |                                                      |
| 收復順化 Reclaiming Hue            | 順化戰役                                     |                                                      |
| 火標行動 Operation Flaming Dart    | 火標行動（Operation Flaming Dart）           |                                                      |
| 大南山谷 Ia Drang Valley           | 德浪河谷戰役                                 |                                                      |
| 阿爾班尼登陸區 Landing Zone Albany | 德浪河谷戰役                                 |                                                      |
| 迅擊作戰行動 Operation Hastings    | Hastings 行動                                |                                                      |
| 友好作戰行動 Operation Irving      |                                              |                                                      |
| 廣治1968 Quang Tri 1968            | 1968年廣治戰役                               |                                                      |
| 廣治1972 Quang Tri 1972            | 復活節攻勢 第一次廣治戰役 第二次廣治戰役     |                                                      |
| 老村淪陷 Fall of Lang Vei          | 老村戰役                                     |                                                      |
| 戰領作戰行動 Operation Game Warden | 護獵員行動                                   |                                                      |
| 胡志明小道 Ho Chi Minh Trail       | 胡志明小道                                   | 1959年由北越國家主席胡志明下令開闢支援南方作戰的通道 |
| 高棉黃昏 Cambodian Incursion       | 入侵柬埔寨                                   |                                                      |
| 溪山攻防 Sige of Khe Sanh          | 溪生戰役                                     |                                                      |
| 康天保衛戰 Defense of Con Thien    | 康天戰役                                     | 1.1版更新檔以上                                      |
| 雪松瀑布行動 Operation Cedar Falls | 雪松瀑布行動                                 | 1.2版更新檔以上                                      |
| 西貢淪陷 Fall of Saigon            | 西貢陷落 / 西貢解放 / 430事件 1975年春季攻勢 | 1.2版更新檔以上                                      |
| 西貢1968 Saigon 1968               | 1968年西貢戰役 新春攻勢                      | 1.2版更新檔以上                                      |

## 配乐
游戏加入了将近20首的60年代流行乐曲以渲染时代气息。
- Creedence Clearwater Revival - "Fortunate Son"
- Edwin Starr - "War"
- Martha Reeves and the Vandellas - "Nowhere to Run"
- The Troggs - "Wild Thing"
- Rare Earth - "Get Ready"
- Canned Heat - "On the Road Again"
- The Guess Who - "Shakin' All Over"
- Count Five - "Psychotic Reaction"
- Deep Purple - "Hush"
- The Kinks - "All Day And All Of The Night"
- The Kinks - "You Really Got Me"
- The Box Tops - "The Letter"
- Jefferson Airplane - "Somebody to Love"
- Bobby Fuller Four - "I Fought the Law"
- Budapest Symphony Orchestra - "The Ride of the Valkyries"
- The Trashmen - "Surfin' Bird"
- Jefferson Airplane - "White Rabbit"

## 外界评价
《战地：越南》主要获得了积极的评价。评论界普遍称赞游戏在画面上的提升，武器、地图的多样，以及一如既往有趣的多人联机游戏，但同时认为单人游戏部分的AI设计不完善。(与当时的使命召唤系列不同，其实多人连线才是《战地：越南》的卖点，于是《战地：越南》基本毫无单人剧情可言，甚至某些地图只能多人连线才能游玩。)

## 官方模组
2005年，DICE官方釋出一個新遊戲內容，是《戰地風雲：越南》的二次世界大戰模組，安裝前須先將主程式的版本更新至v1.10版或以上，新遊戲內容安裝檔容量為298MB大小。

## 外部連結
- 《戰地風雲:越南》中文官網[永久]
- 戰地風雲:越南更新檔下載點